# Pupalkovité
Pupalkovité (Onagraceae, alternativně Oenotheraceae) je čeleď vyšších dvouděložných rostlin z řádu myrtotvaré (Myrtales). Jsou to byliny i dřeviny, rozšířené po celém světě. Z českých rostlin sem náleží pupalka, vrbovka a čarovník, z pěstovaných rostlin zejména fuchsie.

## Popis

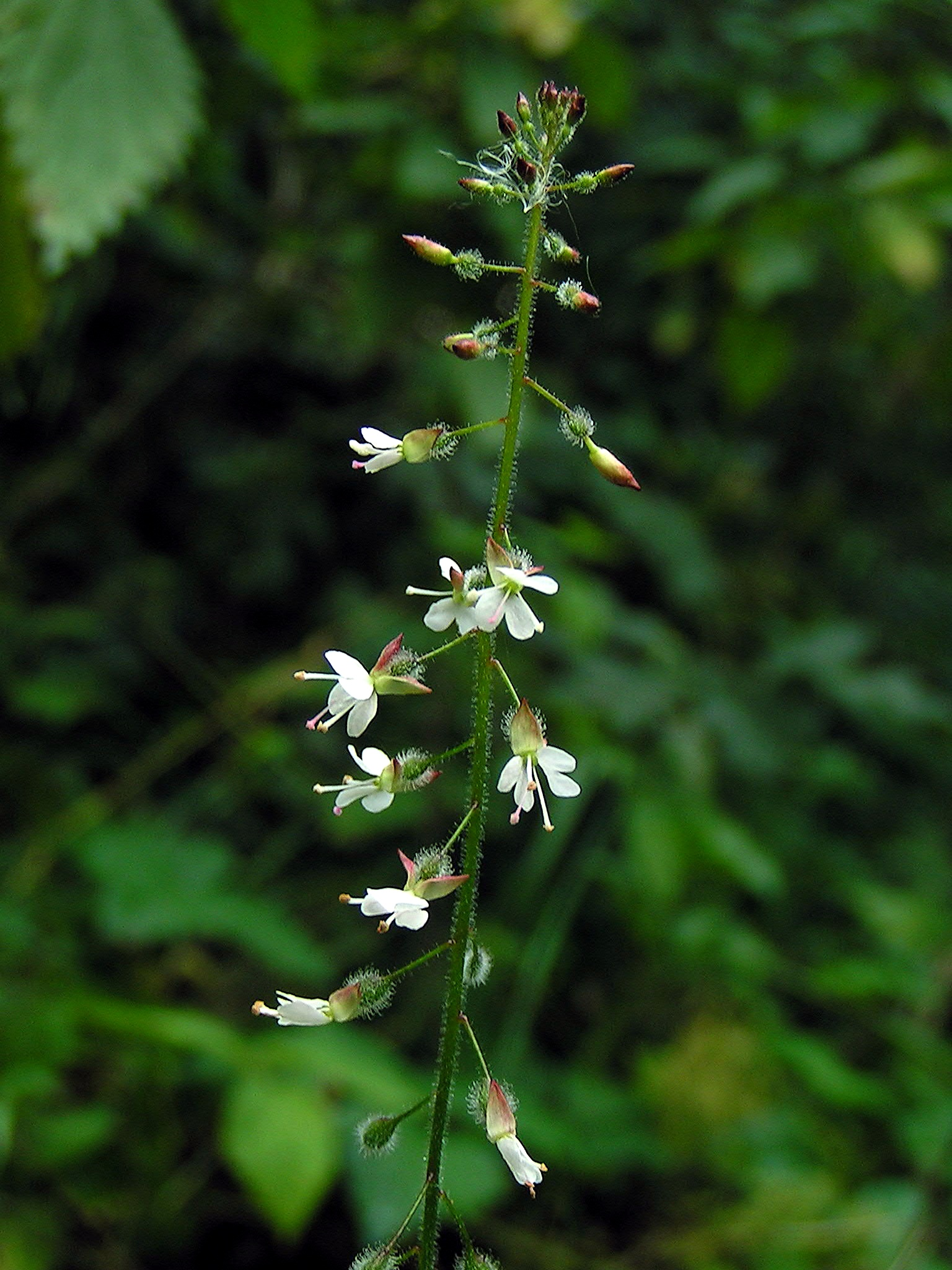
Čarovník pařížský (Circaea lutetiana)

Pupalkovité jsou jednoleté nebo vytrvalé byliny, keře, výjimečně i stromy dorůstající výšky až 30 metrů. Listy jsou jednoduché, zpravidla vstřícné, u některých zástupců přeslenité nebo střídavé, se zpeřenou žilnatinou. Čepel listů je celokrajná, zubatá až zpeřeně členěná. Palisty jsou drobné a opadavé nebo chybějí. Odění je tvořeno jednoduchými chlupy.
Květy jsou pravidelné nebo souměrné, oboupohlavné nebo řidčeji jednopohlavné, jednotlivé nebo v úžlabních či vrcholových květenstvích. Kališní i korunní lístky jsou volné, nejčastěji 4-četné, řidčeji 2 nebo až 7-četné. Kalich je zelený nebo zbarvený, korunní lístky mohou být nehetnaté. U některých zástupců koruna chybí. Nápadným a charakteristickým znakem této čeledi je trubkovitá až nálevkovitá češule (hypanthium) nad semeníkem, nesoucí na vrcholu kališní a korunní lístky. Někdy se označuje jako květní trubka. Tento útvar chybí pouze u rodu zakucelka (Ludwigia). Tyčinek je stejný počet nebo dvojnásobek než kališních cípů, zřídka je jejich počet redukován. Semeník je spodní, počet plodolistů i komůrek odpovídá počtu kališních lístků. Čnělka je jediná, s hlavatou nebo laločnatou bliznou. Plodem je tobolka, bobule nebo oříšek. Semena jsou drobná, bez endospermu.

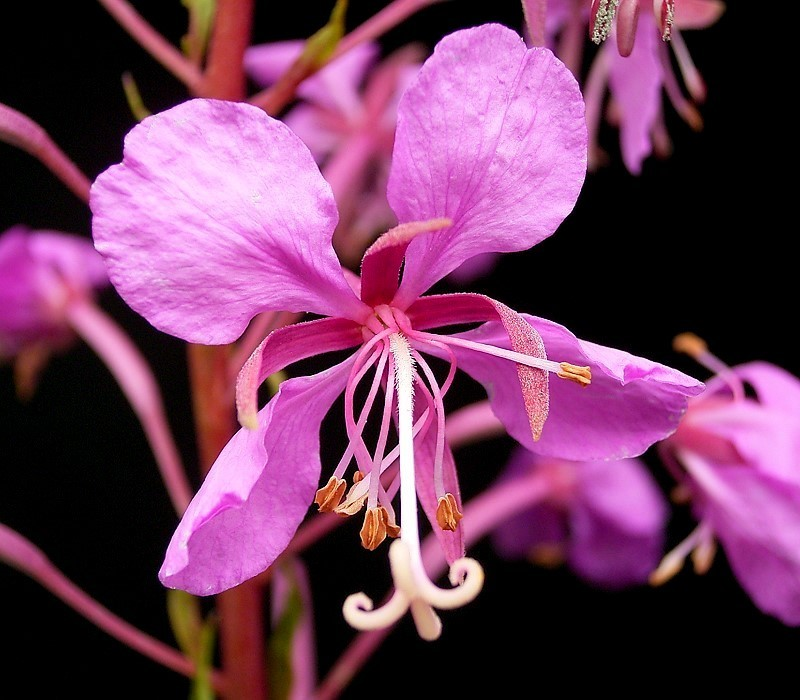
Detail květu vrbovky úzkolisté (Epilobium angustifolium)
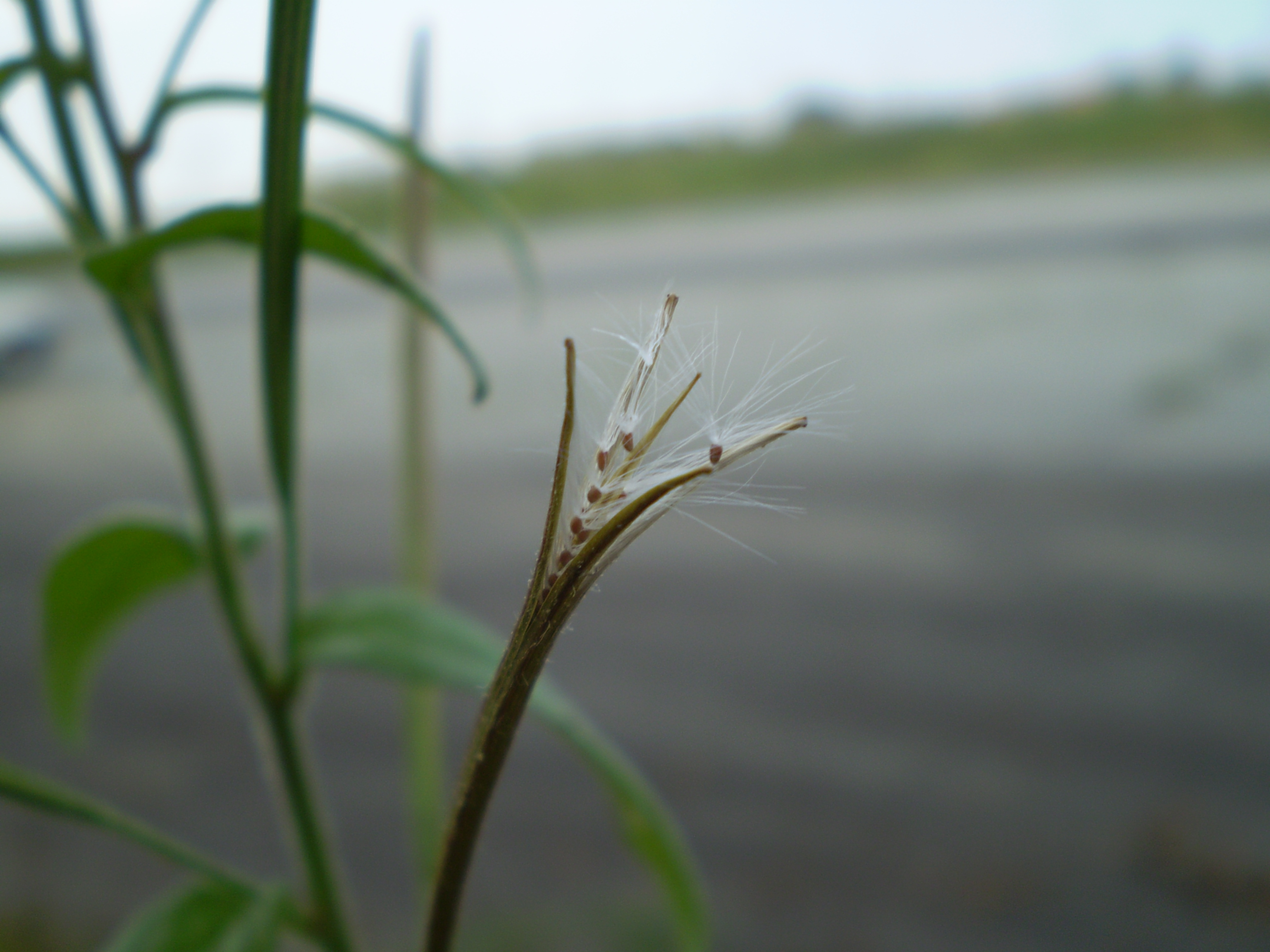
Pukající tobolka vrbovky malokvěté (Epilobium parviflorum)
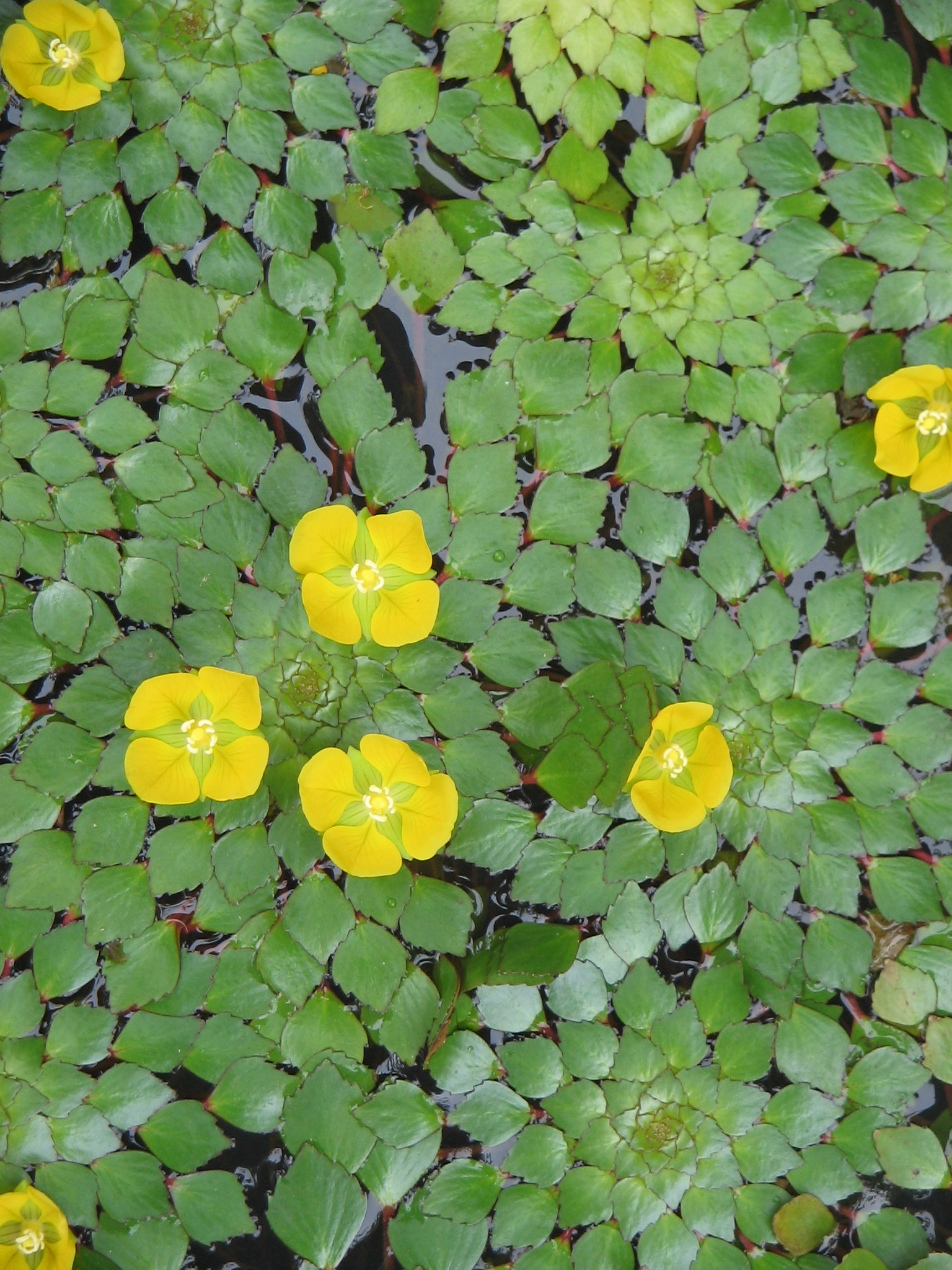
Vodní bylina Ludwigia sedioides
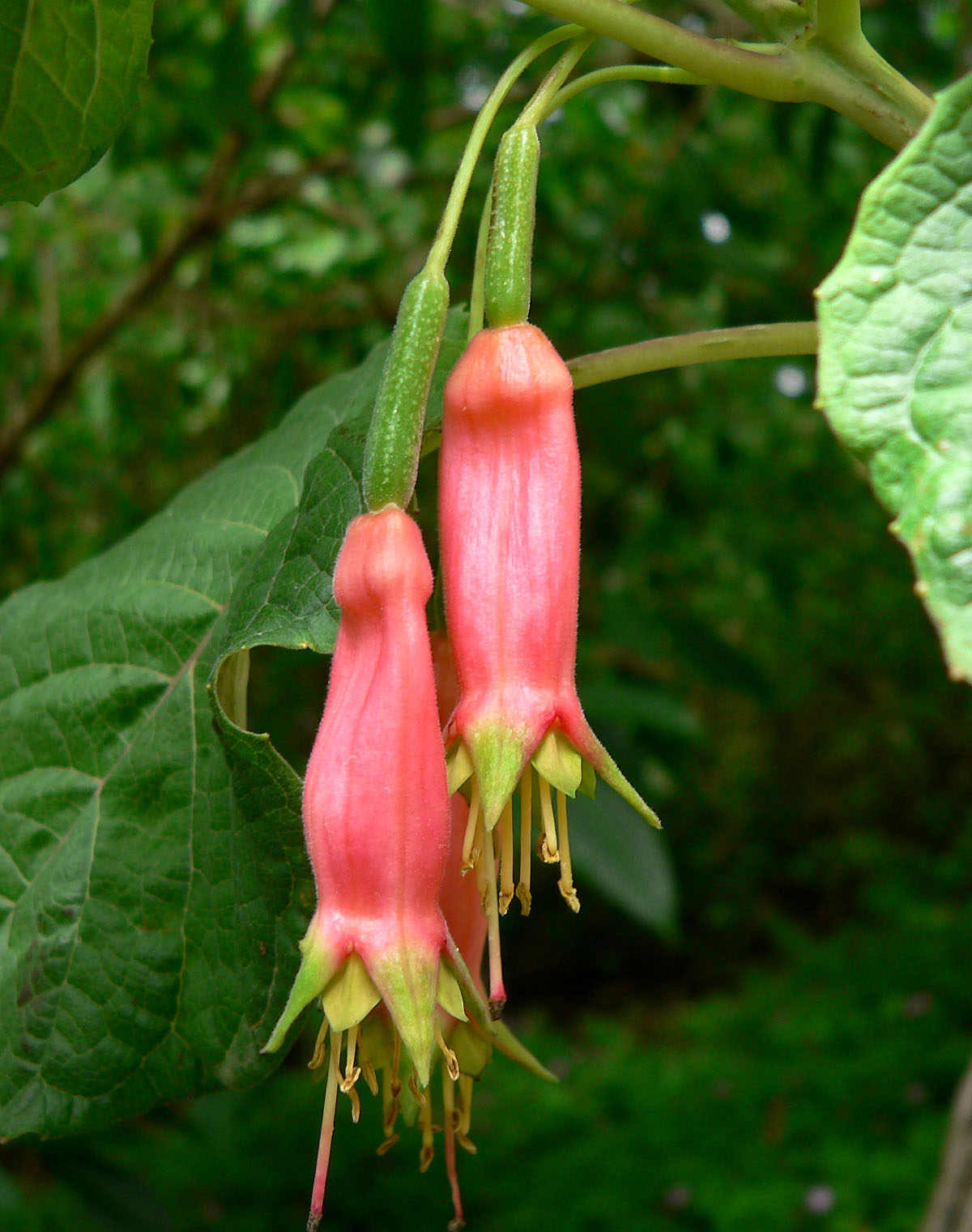
Květy fuchsie Fuchsia splendens

## Rozšíření
Čeleď obsahuje asi 650 druhů ve 22 rodech. Největší rody jsou vrbovka (Epilobium, asi 160 druhů), pupalka (Oenothera, 120 druhů), fuchsie (Fuchsia, 110 druhů) a zakucelka (Ludwigia, 80 druhů).
Pupalkovité jsou celosvětově rozšířenou čeledí. Centrum největší druhové diversity je v západních oblastech Severní Ameriky., druhotné centrum je v Andách a tropické Jižní Americe.
V naší květeně jsou zastoupeny rody vrbovka (Epilobium), pupalka (Oenothera) a čarovník (Circaea). V západní a střední Evropě se mimo tyto rody vyskytuje ještě zakucelka bahenní (Ludwigia palustris), považovaná v Česku za vyhynulý druh. Mnoho druhů pupalek pochází ze Severní Ameriky a v Evropě zdomácněly.

## Ekologické interakce
Květy pupalkovitých produkují nektar a jsou nejčastěji opylovány hmyzem, zejména včelami, lišaji a jinými můrami a mouchami. Květy fuchsií jsou často opylovány ptáky (v tropické Americe kolibříky, na Novém Zélandu medosavkami). Asi polovina druhů čeledi je samosprašná. U některých rodů je samoopylení zabráněno protandrií (vrbovka, lokanka, poronek), u jiných protogynií (fuchsie). Některé druhy fuchsií jsou dvoudomé.
Semena ze suchých plodů bývají šířena větrem, vodou nebo mravenci. U některých zástupců jsou semena okřídlená (Hauya) nebo s chomáčem prodloužených chlupů (vrbovka). Bobule fuchsií vyhledávají ptáci. Oříškovité plody čarovníku mají na povrchu háčkovité chlupy a snadno se přichytí na srsti zvířat.

## Taxonomie
Čeleď pupalkovité je jasně definovaná a monofyletická skupina. Rod Ludwigia tvoří sesterskou větev všech ostatních rodů.
V současné taxonomii je čeleď členěna na dvě podčeledi:
- Jussiaeoideae (syn. Ludwigioideae) – jen rod Ludwigia, chybí květní trubka, čnělka je krátká
- Onagroideae – ostatní rody, s květní trubkou a dlouhou čnělkou

Nejblíže příbuznou skupinou je podle kladogramů APG čeleď kyprejovité (Lythraceae).

## Zástupci
- Camissonia
- čarovník (Circaea)
- fuchsie (Fuchsia)
- lokanka (Clarkia), též svíčkovec a zářivka
- poronek (Lopezia)
- pupalka (Oenothera)
- vrbovka (Epilobium, syn. Chamerion)
- zakucelka (Ludwigia)[7]

## Význam
Řada druhů pupalkovitých má nápadné a někdy i zajímavě tvarované květy a jsou pěstovány jako okrasné rostliny. Náleží mezi ně zejména různé druhy fuchsií, pupalek a lokanky.
Pupalkový olej, získávaný ze semen pupalky dvouleté a příbuzných druhů, je široce používán jako potravní doplněk při dermatitidách, premenstruačním syndromu a při vysoké hladině cholesterolu.

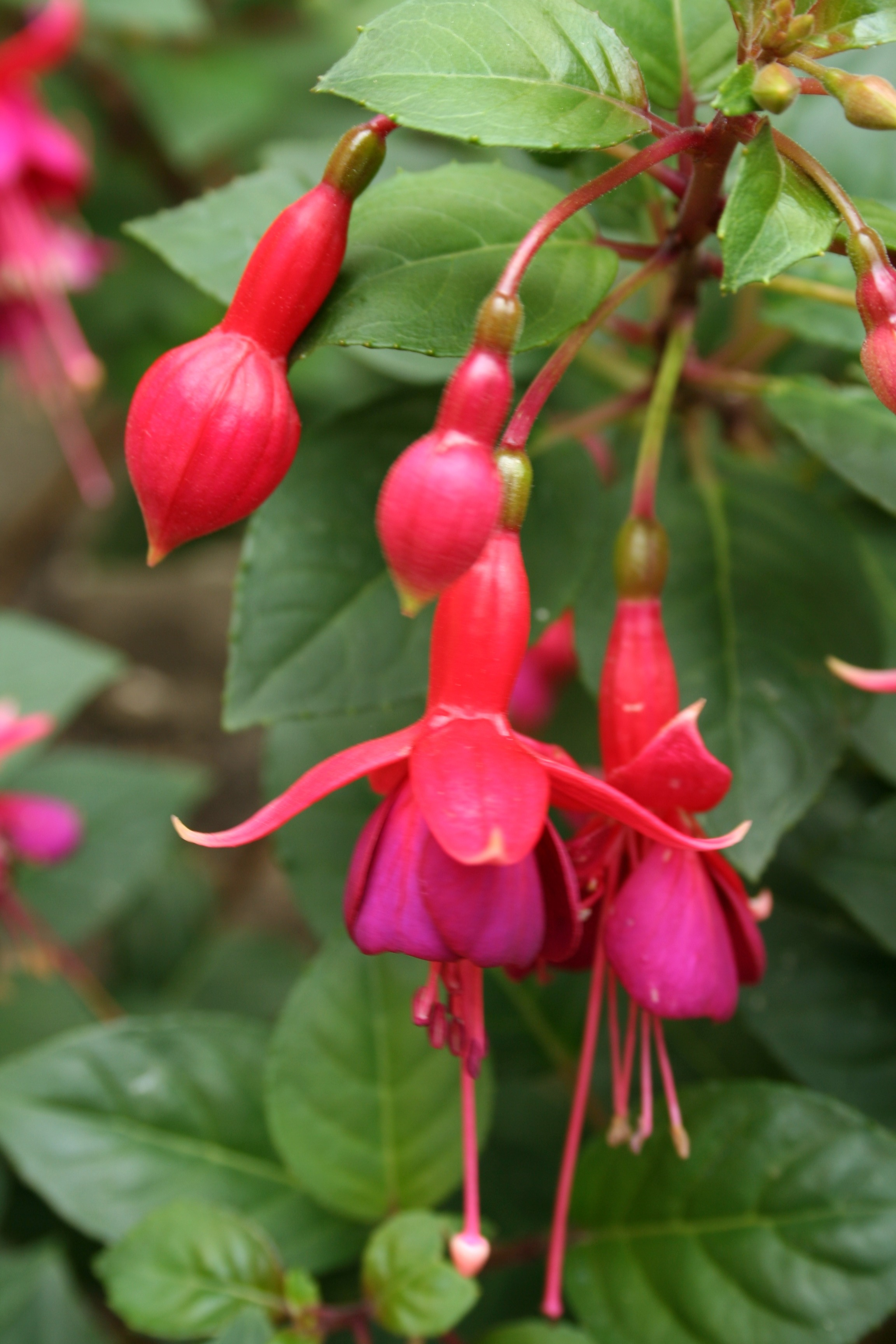
Okrasný kultivar fuchsie
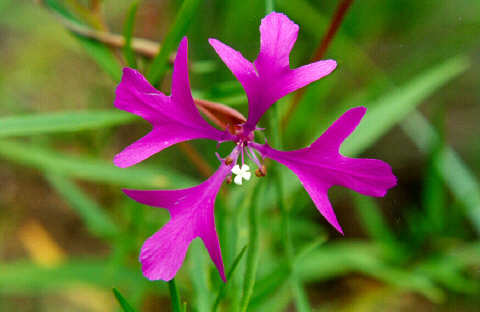
Lokanka Clarkia pulchella
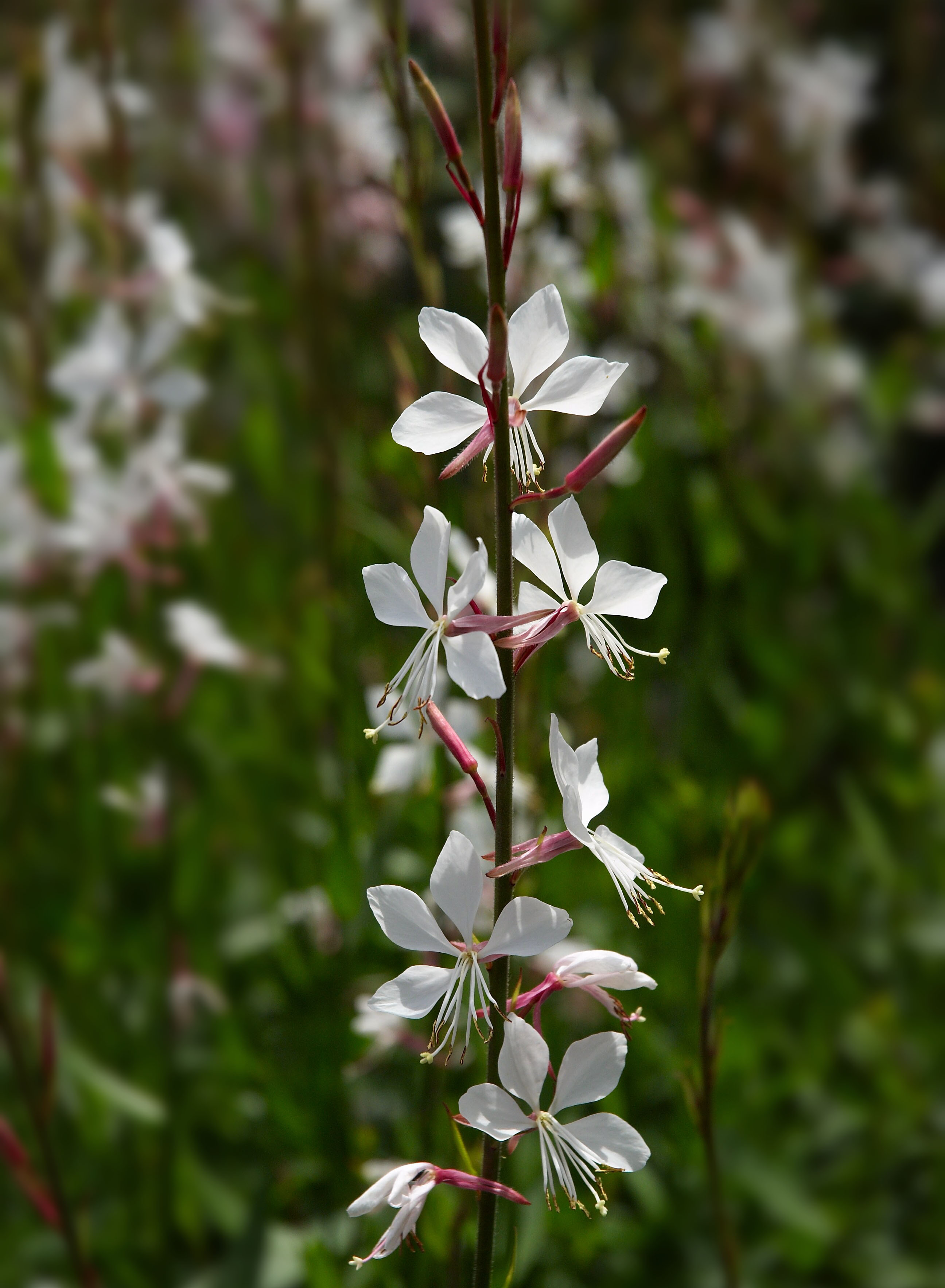
Svíčkovec Gaura lindheimeri
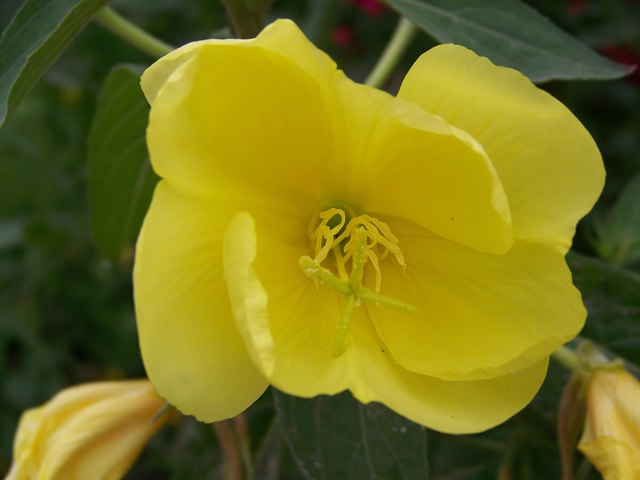
Květ pupalky dvouleté (Oenothera biennis)

## Přehled rodů
Camissonia,
Cammissoniopsis,
Chylismia,
Chylismiella,
Circaea,
Clarkia (včetně Godetia a Gaura),
Epilobium,
Eremothera,
Eulobus,
Fuchsia,
Gayophytum,
Gongylocarpus,
Hauya,
Lopezia,
Ludwigia,
Megacorax,
Neoholmgrenia,
Oenothera,
Tetrapteron,
Xylonagra